# Степан (Чміль)
Степа́н Чміль (20 жовтня 1914, Судова Вишня — 22 січня 1978, Рим) — єпископ, архімандрит та ректор Української папської малої семінарії в Римі, перший український салезіянин — духовний син св. Івана Боско — східного обряду, УГКЦ.

## Біографія
Народився 20 жовтня 1914 року в Судовій Вишні, Галичина, Австро-Угорщина в селянській родині Степана та Юлії Шидловських.
Отець Степан здобув початкову освіту в рідному місті, в 1925 р. він вступив до української гімназії у Перемишлі. Під час навчання у гімназії Степан вирішив стати священником. За порадою гімназійного капелана о. Петра Голинського він вирішив продовжити духовну освіту за кордоном. Першого листопада 1932 року Степан разом із групою десятьох студентів, виїхав до Італії в місто Турин, а звідти подались до близького містечка Івреа для того, щоб підготуватись до салезіянського життя.
Впродовж 1934—1935 років проходив рік новіціяту, після закінчення якого 16 серпня 1935 року склав перші дочасні обіти, стаючи першим українським духовним сином св. Івана Боско в східному обряді. Після навчання у ліцеї та по завершенні філософських курсів Степана призначено практикантом-асистентом (пробний період для визначення здатності бути салезіянином) новиків. Це завдання він сповняв з подиву гідною точністю та святістю. Після періоду практики семінарист Степан Чміль почав свою богословську підготовку в містечку Болленго. Це були важкі часи через воєнне лихоліття Другої світової війни. З одного боку панував страх бути вивезеним в концтабір, а з другого — голод, що дуже давався в знаки.
Попри ті труднощі, архієпископ Кир Іван Бучко, Апостольський візитатор українців в Європі, висвятив молодого салезіянина Степана Чміля на священника в Римі 14 жовтня 1945 року.
Відтак о. Степан обіймав посаду директора гідів Катакомб св. Калліста в Римі, маючи, таким чином, можливість зустрічати та контактувати з українськими біженцями. Допомагав їм в усьому, щоб поселитись у різних країнах Європи, адже в ті часи було неможливо вернутись в рідний Край.
Відтак доручено йому опіку над Салезіянськими Місіонерами в Матірному Генеральному Домі в Турині, а згодом на прохання Кир Івана Бучка та Конгрегації Східних Церков його було відправлено до Аргентини як душпастиря для українських біженців, яких в той час було вже біля ста п'ятдесяти тисяч. Тут о. Степан виявився хорошим і сумлінним священником, який дбав про всіх як рідний батько. Усі, котрим він допомагав, стверджують, що він був настільки відданим священником та жертовною людиною, що заслуговував на вдячність та пошану від усіх. Дванадцять літ о. Степан душпастирював в Аргентині, де навчився як себе вести з вірними, настоятелями та владою.
Настав час для вірних східної української католицької Церкви, щоб вони отримали свого першого владику. О. Степан був між першими кандидатами до того сану, адже був ознайомлений з українськими вірними в Аргентині та їхніми проблемами. Але не його висвятили в єпископи, тому відкликали до Риму, де призначили його Ректором Української малої семінарії на вул. Боччеа, 480.
Якщо в Аргентині він виразився хорошим душпастирем вірних, то у Семінарії він виявився дуже хорошим вихователем і провідником молодих семінаристів, вихідців з українських родин діаспори.
Мала Семінарія за його ректорату нараховувала близько ста двадцяти юнаків, а склад викладачів також був немалим. Саме тому виникла потреба в людині з неабиякими чеснотами, аби правильно вести та програмувати життя й діяльність Семінарії. За ректорату о. Степана Мала семінарія отримала титул «папської» від папи Івана ХХІІІ завдяки старанням Блаженнішого Патріарха Йосифа Сліпого. Після кількох років інтенсивної та напруженої праці виховання «малих семінаристів», здоров'я о. Степана почало занепадати, але це не зашкодило його праці. Після перших шести років ректорства (1961—1967), о. Степан залишився в Семінарії, як духовний провідник та учитель катехизму в старших класах до 1976 року.
Не будучи вже ректором, о. Степан поширив свою діяльність на інші українські релігійні громади та установи у Римі. Він був прехорошим вчителем української та італійської мов ново-сформованого Українського католицького університету, що знаходився близько базиліки Святої Софії в Римі. Проводив духовні конференції та був сповідником різних релігійних спільнот. Крім того був членом Комісії з питань визнання недійсності подружжя для вірних східного обряду. З прибуттям Патріарха Йосифа до Риму о. Степан став його довіреним соратником.
Отець Чміль листувався та спілкувався з українським владиками, розсіяними по всьому світі. Між культурними діяльностями на велику увагу заслуговує його співпраця над виданням італійсько-українського словника, який видав Український католицький університет ім. св. Климента в Римі. О. Степан працював і для ознайомлення італійців з історією української Церкви та Держави, що страждали та боролись за свої права, ніколи не забуваючи своєї ідентичності і національності.
У 1976 р. він знову погодився стати Ректором малої семінарії, свідомий, що це вимагало від нього багато зусиль. Патріарх Йосиф, дуже цінуючи діяльність та ревність о. Степана, нагородив його титулом Патріаршого Архімандрита з правом носити митру та жезл. Поставлення в чин Архімандрита відбулось урочисто 8 грудня 1976 р. у величавій базиліці Святої Софії в Римі в присутності численних вірних. Усі відчули велику радість, тому що о. Степан дійсно заслуговував такого вшанування.
Однак, здоров'я о. Степана підупадало і не дозволяло йому виконувати свої обов'язки ректора Малої Семінарії. Його було госпіталізовано та піддано делікатній операції на жовчний міхур. Попри операцію, о. Степан надалі працював у спільноті, що призвело до погіршення його післяопераційного стану.

## Смерть
Помер 22 січня 1978 р. після того, як відслужив св. Літургію. Він уже передбачав свою смерть, бо сходячи вниз з кімнати до каплиці, він віддав ключі одному семінаристу, кажучи: «Я вже більше їх не потребуватиму. Це буде моя остання Літургія». Як тільки закінчилася Служба Божа, йому стало дуже зле, а семінаристи відвели його до кімнати, де й помер.
Похорон, що Патріарх відправив з участю багатьох священників та вірних, відбувся у базиліці св. Софії. При закритті домовини, Патріарх велів одіти отця Чміля в єпископський омофор, — лише в цей момент всі дізнались, що улюблений о. Чміль був єпископом.
Таємна єпископська хіротонія, про яку довідались пізніше, відбулася в монастирі Студитів у містечку Марино поза Римом 2 квітня 1977 року. Разом з о. Чмілем єпископами стали покійний Іван Хома та Патріарх УГКЦ Любомир Гузар. Свячені таким чином єпископи отримали офіційне проголошення-підтвердження зі сторони Ватикану після виходу нашої Церкви з підпілля, але таке підтвердження не є можливим для померлих таємно висвячених Ієрархів.
На пам'ять про о. Стефана Чміля у його рідній Судовій Вишні встановлено дві меморіальні таблиці: одна на будівлі храму св. Трійці, а інша — на будівлі церкви Преображення Господнього.